# Furtschellas
Furtschellas är en bergstopp i Schweiz.   Den ligger i regionen Maloja och kantonen Graubünden, i den östra delen av landet, 190 km öster om huvudstaden Bern. Toppen på Furtschellas är 2 932 meter över havet, eller 55 meter över den omgivande terrängen. Bredden vid basen är 0,21 km. Furtschellas ingår i Bernina.
Terrängen runt Furtschellas är bergig. Närmaste större samhälle är St. Moritz, 9,9 km norr om Furtschellas. 
Trakten runt Furtschellas består i huvudsak av gräsmarker. Runt Furtschellas är det glesbefolkat, med 20 invånare per kvadratkilometer.